# Кирпичный переулок (Владикавказ)
Кирпичный переулок — переулок во Владикавказе, Северная Осетия, Россия. Переулок располагается в Иристонском муниципальном округе между улицами Чермена Баева и Цаголова. Начинается от улицы Чермена Баева. Переулок Кирпичный пересекает улица Абаева.
Переулок впервые отмечен на карте города в 1943 году. В настоящее время переулок в основном застроен малоэтажными частными зданиями.